# Oxandra
Oxandra là một chi thực vật thuộc họ Annonaceae.

## Các loài
Chi này có các loài sau:
- Oxandra aberrans Maas & Junikka, 2016[3]
- Oxandra acuminata Diels, 1906
- Oxandra asbeckii (Pulle) R.E.Fr., 1931
- Oxandra belizensis (Lundell) Lundell, 1974
- Oxandra espintana (Spruce ex Benth.) Baill., 1868
- Oxandra euneura Diels, 1927
- Oxandra guianensis R.E.Fr., 1948
- Oxandra krukoffii R.E.Fr., 1934
- Oxandra lanceolata (Sw.) Baill., 1868
- Oxandra laurifolia (Sw.) A.Rich., 1845
- Oxandra leucodermis (Spruce ex Benth.) Warm., 1873
- Oxandra longipetala R.E.Fr., 1931
- Oxandra macrophylla R.E.Fr., 1931
- Oxandra major R.E.Fr., 1937
- Oxandra martiana (Schltdl.) R.E.Fr., 1931
- Oxandra maya Miranda, 1961
- Oxandra mediocris Diels, 1905
- Oxandra nitida R.E.Fr., 1931
- Oxandra panamensis R.E.Fr., 1931
- Oxandra polyantha R.E.Fr., 1937
- Oxandra proctorii Lundell, 1974
- Oxandra reticulata Maas, 1986
- Oxandra riedeliana R.E.Fr., 1905
- Oxandra sphaerocarpa R.E.Fr., 1934
- Oxandra surinamensis M. J. Jansen-Jacobs, 1970
- Oxandra venezuelana R.E.Fr., 1960
- Oxandra weberbaueri Diels,
- Oxandra xylopioides Diels, 1927